# West Country Carnival
Het West Country Carnival is een jaarlijks terugkerende optocht met verlichte wagens (plaatselijk carts genoemd) in South West England. De festiviteiten gaan terug op de verijdeling van het Buskruitverraad in 1605. Toen al werd dit gebied 'the West Country' genoemd. Tegenwoordig wordt die naam nog altijd gebruikt voor een gebied dat zich vanaf het graafschap Wiltshire via Gloucestershire, Dorset en Somerset tot en met Devon en het Hertogdom Cornwall uitstrekt.
De viering van de verijdeling van het Buskruidverraad wordt in heel Engeland gevierd als Guy Fawkes Night, ook wel bekend als Bonfire Night. In de zuidwesthoek van Engeland wordt het mogelijk uitbundiger gevierd, omdat dit gebied aan het begin van de 17e eeuw grotendeels protestants was, terwijl het verraad een plan van enkele katholieken was om een aanslag op de protestantse koning Jacobus I te plegen. Guy Fawkes wordt het meest in verband gebracht met het plaatsen van een bom onder het Palace of Westminster.
Het carnaval is gemoderniseerd in 1881. Het werd oorspronkelijk verlicht met olielampen; de eerste gloeilampen deden hun intrede in 1913. De serie parades vormen tegenwoordig een belangrijk regionaal festival. Aan de carts wordt veel geld en aandacht besteed, wat kan oplopen tot enkele tienduizenden euro's en duizenden uren werk. Sommige wagens zijn rond de 30 meter lang en opgetooid met dansers en vele duizenden lampen. Aan het carnaval van Bridgwater doen tegenwoordig meer dan 100 carts mee.
In de aanloop naar het festival, vinden er carnavalconcerten plaats. Na een periode van afnemende interesse zijn de concerten in de afgelopen jaren een populair en belangrijk onderdeel van het carnaval.
In het zuidwesten van Engeland bestaan er vele tientallen carnavalsclubs. Al vanaf het begin is het belangrijkste doel van het evenement geweest om geld in te zamelen voor goede doelen. Tijdens de parades wordt een groot deel van het geld opgehaald.
|  |  |